# Discocerina biseta
Discocerina biseta är en tvåvingeart som beskrevs av Meijere 1916. Discocerina biseta ingår i släktet Discocerina och familjen vattenflugor. Inga underarter finns listade i Catalogue of Life.